# FC Partizan Minsk
FC Partizan Minsk (prije FC MTZ-RIPO) je bjeloruski nogometni klub iz glavnoga grada Minska.

## Uspjesi
- Prvenstvo bjeloruske SSR: 2

1948., 1949.
- Bjeloruski kup: 2

2005., 2008.

## Poznati bivši igrači
- Hamlet Mkhitaryan
- Taïna Adama Soro
- Irmantas Zelmikas
- Sergiu Japalau

## Vanjske poveznice
- Službene stranice
- Stranice navijača